# حلقه موضعی
در جبر مجرد، یا به طور خاص تر در نظریه حلقه ها، حلقه های موضعی حلقه هایی هستند که نسبتاً ساده بوده و برای توصیف چیزی مورد استفاده قرار می گیرند که به آن اصطلاحاً "رفتار موضعی" می گویند. مثل توابعی که روی واریته ها یا منیفلد ها یا میدان های عددی جبری تعریف می شوند و می خواهیم آن توابع را در مکان یا عنصر اول مورد بررسی قرار دهیم. جبر موضعی شاخه ای از جبر جابجایی است که به مطالعهٔ حلقه های موضعی جابجایی و مدول هایشان می پردازد.
در عمل، حلقه موضعی جابجایی اغلب به عنوان نتیجه ای از موضعی سازی یک حلقه در ایده‌آل اول آن به‌وجود می آید. 
مفهوم حلقه های موضعی توسط ولفگانگ کرول در سال ۱۹۳۸ تحت عنوان Stellenringe معرفی شد  که معنی آن حلقه موضعی می شود. معادل انگلیسی آن یعنی local ring نیز توسط زاریسکی معرفی شد.

## تعریف و اولین پیامدهایش
یک حلقه موضعی است اگر هریک از خواص معادل زیر برقرار باشند:
- {\displaystyle R} یک ایده‌آل چپ ماکسیمال منحصربفرد دارد.
- {\displaystyle R} یک ایده‌آل راست ماکسیمال منحصربفرد دارد.
- {\displaystyle 1\neq 0} و جمع هر دو عضو معکوس ناپذیر ضربی (به انگلیسی: non-unit) در {\displaystyle R} معکوس ناپذیر است.
- {\displaystyle 1\neq 0} و اگر {\displaystyle x} عضو دلخواهی از {\displaystyle R} باشد، آنگاه {\displaystyle x} یا {\displaystyle 1-x} معکوس پذیر ضربی است.
- اگر جمع متناهی از عناصر معکوس پذیر ضربی باشد، آنگاه عضوی از اعضایی که با هم جمع شده اند معکوس پذیر ضربیست (در نتیجه به طور خاص می توان گفت که جمع تهی نمی‌تواند معکوس پذیر ضربی باشد، بنابر این نتیجه می شود که {\displaystyle 1\neq 0}).